# Roland Leitinger
Roland Leitinger (St. Johann in Tirol, 13 de mayo de 1991) es un deportista austríaco que compitió en esquí alpino.
Ganó una medalla de plata en el Campeonato Mundial de Esquí Alpino de 2017, en la prueba de eslalon gigante. En la Copa del Mundo consiguió dos podios en total.

## Palmarés internacional
| Campeonato Mundial | Campeonato Mundial   | Campeonato Mundial | Campeonato Mundial |
| Año                | Lugar                | Medalla            | Prueba             |
| ------------------ | -------------------- | ------------------ | ------------------ |
| 2017               | Sankt Moritz (Suiza) | Medalla de plata   | Eslalon gigante    |